# Sebastian Franck
Sebastian Franck (Donauwörth, 20 de janeiro de 1499 – Basileia, 1543) foi um escritor e pensador alemão renascentista. Foi um humanista e reformista radical.

## Biografia
Franck nasceu em 1499 em Donauwörth, Baviera. Por causa disso, ele se autodenominou Franck von Wörd. Ele entrou na Universidade de Ingolstadt em 26 de março de 1515, e depois foi para o Bethlehem College, incorporado à universidade, como uma instituição dos dominicanos em Heidelberg. Aqui ele conheceu Martin Bucer e Martin Frecht, com quem ele deve ter participado da disputa de Lutero em Heidelberg em outubro de 1518.
Originalmente ordenado padre, em 1525 Franck foi para o partido reformado em Nuremberg e tornou-se pregador em Gustenfelden. Seu primeiro trabalho foi uma tradução alemã (com acréscimos) da primeira parte do Diallage (ou Conciliatio locorum Scripturae), dirigida contra os sacramentários e anabatistas por Andrew Althamer, então diácono de São Sebaldo em Nuremberg. Em 17 de março de 1528 ele se casou com Ottilie Beham, supostamente irmã dos pintores "ateus", Bartolomeu e Sebald Beham, alunos de Albrecht Dürer e seguidores de Hans Denck. No mesmo ano, ele escreveu um tratado contra a embriaguez. Em 1529, ele produziu uma versão gratuita do Supplycacyon of the Beggers, escrito pelo protestante inglês Simon Fish. Franck, em seu prefácio, diz que o original estava em inglês; em outro lugar, ele diz que era em latim; a teoria de que seu alemão era realmente o original não se justifica.

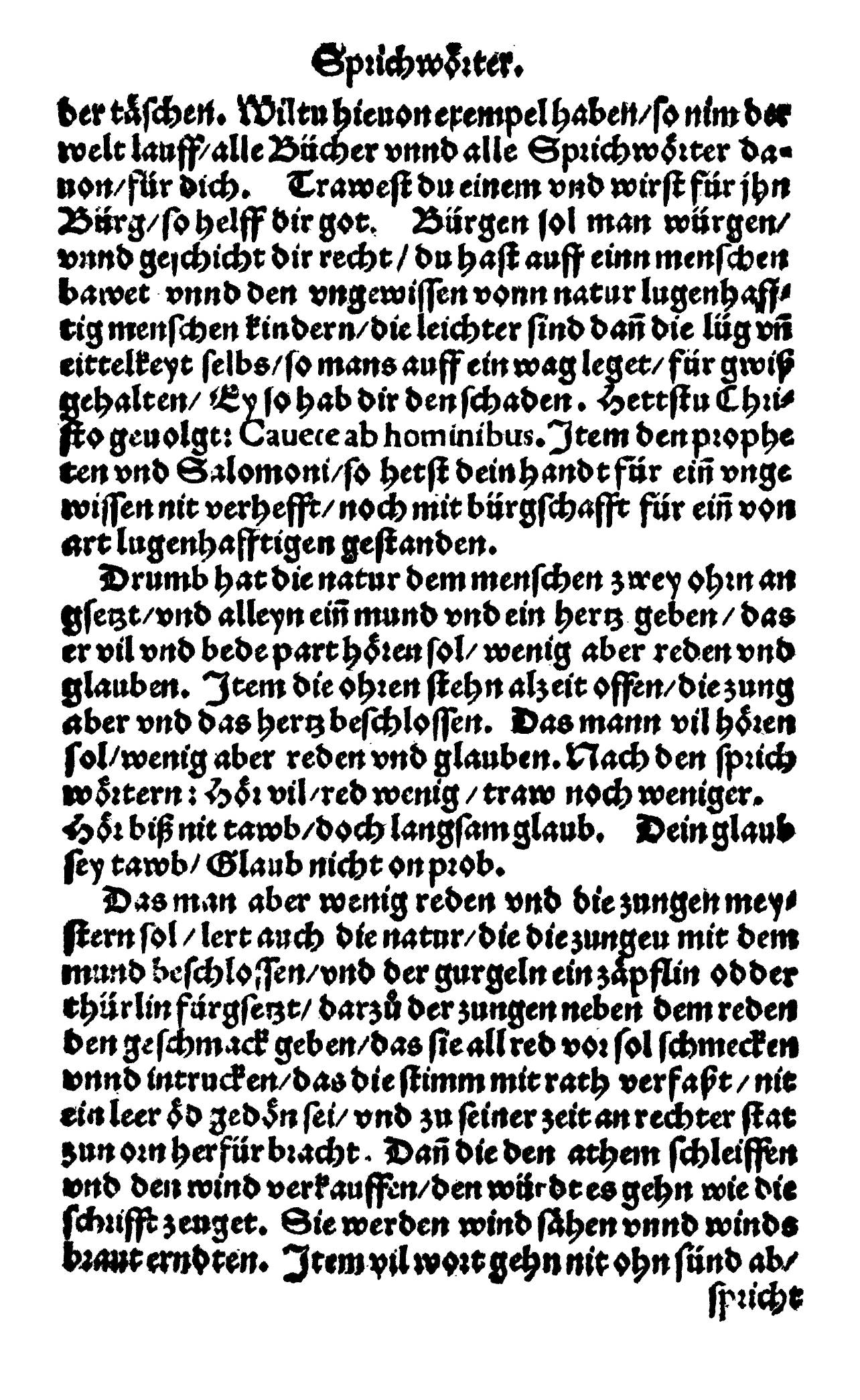
Sprichwörter, schöne, weise, herrliche Klugreden, 1541.

O avanço em suas idéias religiosas o levou a buscar a atmosfera mais livre de Estrasburgo no outono de 1529. À sua tradução (1530) de uma Crônica latina e Descrição da Turquia (Turkenchronik), por um cativo da Transilvânia, que tinha sido prefaciado por Lutero, ele acrescentou um apêndice mostrando o turco como, em muitos aspectos, um exemplo para os cristãos. Ele também substituiu, em lugar das restrições das seitas luterana, zwingliana e anabatista, a visão de uma igreja espiritual invisível, universal em seu escopo. A este ideal ele permaneceu fiel. Em Strassburg começou sua amizade com Kaspar Schwenkfeld. Aqui ele também publicou, em 1531, sua obra mais importante, a Chronica, Zeitbuch und Geschichtsbibel, em grande parte uma compilação com base na Crônica de Nuremberg (1493), e em seu tratamento de questões sociais e religiosas relacionadas com a Reforma. Nele, ele exibiu uma forte simpatia pelos "hereges" e justiça a todos os tipos de liberdade de opinião. Como historiador alemão, ele é um precursor de Gottfried Arnold. Expulso de Strassburg pelas autoridades, depois de uma curta prisão em dezembro de 1531, ele tentou ganhar a vida em 1532 como uma caldeira de sabão em Esslingen, mudando em 1533 para um mercado melhor para Ulm, onde em 28 de outubro de 1534 ele foi admitido como um burguês.
Seu Weltbuch, um suplemento de sua Chronica, foi impresso em Tübingen em 1534. Sua publicação, no mesmo ano, da Paradoxa o trouxe a problemas com as autoridades. Uma ordem para seu banimento foi retirada em sua promessa de submeter trabalhos futuros para censura. Não interpretando isso como se aplicando a trabalhos impressos fora de Ulm, ele publicou em 1538 em Augsburg seu Guldin Arch e em Frankfort sua crônica Germaniae, com o resultado que ele teve que deixar Ulm em janeiro de 1539. Ele parece não ter morado naquele Tempo. Em Basel, ele encontrou trabalho como impressor e provavelmente foi lá que ele morreu no inverno de 1542-1543. Ele publicou em 1539 sua Kriegbuchlein des Friedens, seu Schrifftliche und ganz grundliche Auslegung des 64 Salmos, e seu Das verbutschierte mit sieben Siegein verschlossene Buch (um índice bíblico, exibindo a dissonância das Escrituras). Em 1541, ele publicou seu Spruchwörter (uma coleção de provérbios). Em 1542, ele publicou uma nova edição de sua Paradoxa e algumas obras menores.
Franck combinou a paixão do humanista pela liberdade com a devoção do místico à religião do espírito. Lutero desdenhosamente o descartou como um porta-voz do diabo. Martin Frecht de Nuremberg o perseguiu com zelo amargo. Mas sua coragem não lhe faltou e, em seu último ano, em uma carta pública em latim, ele exortou seu amigo Johann Campanus a manter a liberdade de pensamento diante da acusação de heresia.
Franck passou a acreditar que Deus se comunica com os indivíduos por meio de uma porção do divino que permanece em cada ser humano. Ele veio para rejeitar a instituição humana da igreja, e cria que a teologia não poderia reivindicar apropriadamente dar expressão a esta palavra interior de Deus no coração do crente.
O comentário de Franck “Deus é um suspiro indizível, que jaz nas profundezas do coração”, citado por Julius Wilhelm Zincgref  foi descrito por Ludwig Feuerbach como “a mais notável, a mais profunda e verdadeira expressão do Misticismo Cristão”.

## Obra
- Autobiographical Letter to Johann Campanus (1531)
- Weltbuch (1534)
- Chronicle of Germany (1538)
- Golden Arch (1538)
- A Universal Chronicle of the World's History from the Earliest Times to the Present
- Book of the Ages
- Chronicle and Description of Turkey
- Paradoxa (1534)
- Preface and Translation into German of Althamer's Diallage
- Seven Sealed Book (1539)
- Tree of Knowledge of Good and Evil
- Translation with Additions of Erasmus' Praise of Folly
- The Vanity of Arts and Sciences